# Trémont-sur-Saulx
Trémont-sur-Saulx är en kommun i departementet Meuse i regionen Grand Est (tidigare regionen Lorraine) i nordöstra Frankrike. Kommunen ligger i kantonen Bar-le-Duc-Sud som tillhör arrondissementet Bar-le-Duc. År 2022 hade Trémont-sur-Saulx 571 invånare.

## Befolkningsutveckling
Antalet invånare i kommunen Trémont-sur-Saulx
| Referens: INSEE |